# Rusinów (Lubusz)
Pour les articles homonymes, voir Rusinów.
Rusinów (prononciation : [ruˈɕinuf]) est un village polonais de la gmina de Świebodzin dans le powiat de Świebodzin de la voïvodie de Lubusz dans l'ouest de la Pologne.
Il se situe à environ 4 kilomètres au nord de Świebodzin (siège de la gmina et de le powiat), 39 kilomètres au nord de Zielona Góra (siège de la diétine régionale) et 54 kilomètres au sud de Gorzów Wielkopolski (capitale de la voïvodie).

## Histoire
Le nom allemand du village était Rinnersdorf.
Après la Seconde Guerre mondiale, avec la mise en œuvre de la ligne Oder-Neisse, le village est intégré à la République populaire de Pologne. La population d'origine allemande est expulsée et remplacée par des polonais.
De 1975 à 1998, le village appartenait administrativement à la voïvodie de Zielona Góra.

Depuis 1999, il appartient administrativement à la voïvodie de Lubusz